# Phelim Calleary
Phelim Alfred Calleary (3 octobre 1895 - 4 janvier 1974) est un homme politique irlandais membre du Fianna Fáil. Il est élu pour la première fois comme député (Teachta Dála)  pour la circonscription Mayo North lors d'une élection partielle en juin 1952, à la suite de la mort de P. J. Ruttledge. Il est réélu à chaque élection générale subséquente jusqu'à sa retraite lors de l'élection générale de 1969.
Son fils Seán Calleary est aussi député pour le Fianna Fáil pour la circonscription Mayo East de 1973 à 1992 et ministre d'État dans plusieurs ministères. Son petit-fils Dara Calleary est aussi député pour le Fianna Fáil pour la circonscription Mayo depuis les élections générales de 2007.